# Chaumont-devant-Damvillers
Chaumont-devant-Damvillers ist eine französische Gemeinde mit 46 Einwohnern (Stand: 1. Januar 2022) im Département Meuse in der Region Grand Est (bis 2015 Lothringen). Sie gehört zum Arrondissement Verdun und zum Kanton Montmédy.

## Geografie
Chaumont-devant-Damvillers liegt etwa 27 Kilometer nördlich von Verdun. Das Flüsschen Thinte durchquert das Gemeindegebiet. Umgeben wird Chaumont-devant-Damvillers von den Nachbargemeinden Damvillers im Norden, Romagne-sous-les-Côtes im Nordosten und Osten, Azannes-et-Soumazannes im Südosten, Ville-devant-Chaumont im Süden sowie Moirey-Flabas-Crépion im Westen.

## Bevölkerungsentwicklung
| Jahr                       | 1962 | 1968 | 1975 | 1982 | 1990 | 1999 | 2006 | 2011 | 2019 |
| Einwohner                  | 76   | 68   | 45   | 30   | 38   | 35   | 39   | 51   | 47   |
| Quellen: Cassini und INSEE |      |      |      |      |      |      |      |      |      |

## Sehenswürdigkeiten
- Kirche Saint-Martin aus dem 16. Jahrhundert

## Persönlichkeiten
- Henry Nicholas Gunther (1895–1918), Soldat